# British Open 2024 (Snooker)
Die Unibet British Open 2024 waren ein Snookerturnier der World Snooker Tour der Saison 2024/25, das vom 23. bis 29. September ausgetragen wurde. Wie im Vorjahr war die Centaur Arena auf dem Gelände des Cheltenham Racecourse der Veranstaltungsort. Der Wettanbieter Unibet war erstmals Namenssponsor eines Snookerturniers.
Im Vorjahr hatte Mark Williams den Titel gewonnen, diesmal verlor er überraschend schon das erste Spiel. Das Finale erreichten Mark Selby und John Higgins. Selby gewann mit 10:5 und holte sich seinen 23. Sieg bei einem Ranglistenturnier.
Trotz seiner heftigen Kritik über die Zustände der Snooker-Tische gelang Mark Allen in seinem Zweitrundenspiel gegen Ben Mertens ein Maximum Break.

## Preisgeld
24.000 £ wurden in diesem Jahr mehr ausgeschüttet als in den beiden Vorjahren. Sie kamen den Verlierern der Runden der Letzten 32 und der Letzten 16 zugute, die jeweils 1.000 £ mehr bekamen.
|                 | Preisgeld |
| --------------- | --------- |
| Sieger          | 100.000 £ |
| Finalist        | 45.000 £  |
| Halbfinalist    | 20.000 £  |
| Viertelfinalist | 12.000 £  |
| Achtelfinalist  | 9.000 £   |
| Letzte 32       | 6.000 £   |
| Letzte 64       | 3.000 £   |
| Höchstes Break  | 5.000 £   |
| Insgesamt       | 502.000 £ |

## Spielplan
Traditionell gibt es bei den British Open keinen Turnierbaum. Vor jeder Runde kommen alle teilnehmenden Spieler in den Lostopf und werden paarweise zugelost. Setzungen, um frühzeitige Aufeinandertreffen der Spitzenspieler zu verhindern, gibt es nicht.
Der im Vorjahr eingeführte Matchmodus wurde beibehalten: Best of 7 (4 Gewinnframes) bis zum Achtelfinale und dann Steigerung auf Best of 9, Best of 11 und Best of 19 im Finale.
A = Amateurspieler (während dieser Saison nicht auf der Main Tour)

kl. = kampflos

### Qualifikation
Am 12. Juli wurden die ersten Begegnungen der Qualifikationsrunde ausgelost. Sie fand vorab vom 31. Juli bis 3. August in der Mattioli Arena von Leicester statt. Matchmodus war Best-of-7. 16 Partien der besten Spieler wurden aufgeschoben und fanden erst am 23. September zum Auftakt des Hauptturniers in Cheltenham statt.
| Spiel | Spieler 1                  | Ergebnis | Spieler 2                   |
| ----- | -------------------------- | -------- | --------------------------- |
| 1 a   | (1) Mark Williams          | 41:41    | Rory Thor (83)              |
| 2     | (20) Si Jiahui             | 24:24    | David Lilley (56)           |
| 3     | (80) Alexander Ursenbacher | 41:41    | Thepchaiya Un-Nooh (42)     |
| 4     | (78) Ishpreet Singh Chadha | 41:41    | Jamie Clarke (61)           |
| 5     | (A) Iulian Boiko           | 24:24    | Farakh Ajaib (94)           |
| 6     | (115) Artemijs Žižins      | 43:43    | Allan Taylor (98)           |
| 7     | (104) Mink Nutcharut       | 41:41    | Liam Graham (87)            |
| 8 a   | (16) John Higgins          | 14:14    | Ross Muir (73)              |
| 9 a   | (10) Ali Carter            | 43:43    | Bulcsú Révész (113)         |
| 10    | (90) Robbie McGuigan       | 40:40    | Mark Davis (55)             |
| 11    | (60) David Grace           | 24:24    | Jack Lisowski (19)          |
| 12    | (75) Ma Hailong            | 24:24    | Jimmy Robertson (50)        |
| 13    | (26) Noppon Saengkham      | 34:34    | Joe Perry (45)              |
| 14    | (52) Martin O’Donnell      | 14:14    | Mitchell Mann (93)          |
| 15    | (100) Michael Holt         | 04:04    | Reanne Evans (91)           |
| 16 a  | (A) Lewis Ullah e          | 24:24    | Manasawin Phetmalaikul (92) |
| 17 a  | (7) Mark Selby             | 34:34    | Pang Junxu (29)             |
| 18    | (57) Xu Si                 | 24:24    | Ken Doherty (116)           |
| 19    | (49) Fan Zhengyi           | 42:42    | Zhou Yuelong (23)           |
| 20    | (33) Ricky Walden          | 34:34    | Liu Hongyu (65)             |
| 21    | (85) Andrew Pagett         | 41:41    | Neil Robertson (27)         |
| 22    | (74) Xing Zihao            | 43:43    | Mark Joyce d (A)            |
| 23    | (86) Jimmy White           | 40:40    | Chris Totten (102)          |
| 24 a  | (13) Tom Ford              | 43:43    | Gong Chenzhi (106)          |
| 25 a  | (18) Ryan Day              | 14:14    | Louis Heathcote (71)        |
| 26    | (89) Mostafa Dorgham       | 41:41    | Hossein Vafaei (21)         |
| 27    | (24) Chris Wakelin         | 04:04    | Haydon Pinhey (111)         |
| 28    | (119) Amir Sarkhosh        | 43:43    | Ashley Carty (66)           |
| 29    | (76) Jiang Jun             | 41:41    | Stephen Maguire (30)        |
| 30    | (101) Duane Jones          | 24:24    | Dominic Dale (39)           |
| 31    | (108) Ahmed Elsayed        | 42:42    | Anton Kazakov b (A)         |
| 32 a  | (4) Judd Trump             | 14:14    | Robert Milkins (17)         |

| Spiel | Spieler 1               | Ergebnis | Spieler 2               |
| ----- | ----------------------- | -------- | ----------------------- |
| 33 a  | (3) Mark Allen          | 34:34    | Gary Wilson (11)        |
| 34    | (34) Xiao Guodong       | 24:24    | Huang Jiahao (110)      |
| 35    | (122) Lim Kok Leong     | 14:14    | Anthony Hamilton (58)   |
| 36    | (25) Stuart Bingham     | 34:34    | He Guoqiang (63)        |
| 37    | (28) Joe O’Connor       | 42:42    | Stan Moody (84)         |
| 38    | (41) Jamie Jones        | 42:42    | Yuan Sijun (40)         |
| 39    | (118) Wang Yuchen       | 42:42    | Hammad Miah (82)        |
| 40 a  | (12) Zhang Anda         | 24:24    | Jordan Brown (44)       |
| 41 a  | (14) Jak Jones          | 24:24    | Sanderson Lam (59)      |
| 42    | (A) Joshua Thomond      | 41:41    | Marco Fu (67)           |
| 43    | (81) Liam Pullen        | 40:40    | Long Zehuang (68)       |
| 44    | (77) Alfie Burden       | 34:34    | Andrew Higginson (79)   |
| 45    | (103) Antoni Kowalski   | 14:14    | Daniel Wells (64)       |
| 46    | (36) Matthew Selt       | 43:43    | Ben Woollaston (54)     |
| 47    | (120) Sunny Akani       | 04:04    | Daniel Womersley (A)    |
| 48 a  | (5) Luca Brecel         | 14:14    | Mohammed Shehab (117)   |
| 49 a  | (8) Ding Junhui         | 43:43    | Aaron Hill (62)         |
| 50    | (A) Simon Blackwell     | 24:24    | Bai Yulu (121)          |
| 51    | (95) Cheung Ka Wai      | 04:04    | Kreishh Gurbaxani (112) |
| 52    | (109) Oliver Lines      | 34:34    | Lei Peifan (105)        |
| 53    | (107) Baipat Siripaporn | 41:41    | Wu Yize (35)            |
| 54    | (31) Lü Haotian         | 04:04    | Anthony McGill (32)     |
| 55    | (48) Scott Donaldson    | 42:42    | Tian Pengfei (51)       |
| 56 a  | (15) Barry Hawkins      | 41:41    | Liam Davies (97)        |
| 57 a  | (8) Shaun Murphy        | 04:04    | Ian Burns (72)          |
| 58    | (53) Graeme Dott        | 14:14    | Matthew Stevens (47)    |
| 59    | (22) David Gilbert      | 04:04    | Dylan Emery (A)         |
| 60    | (88) Dean Young         | 43:43    | Haris Tahir (123)       |
| 61    | (99) Zak Surety         | 41:41    | Ben Mertens (96)        |
| 62    | (A) Joshua Cooper c     | 41:41    | Elliot Slessor (43)     |
| 63    | (38) Jackson Page       | 41:41    | Robbie Williams (37)    |
| 64 a  | (2) Kyren Wilson        | 04:04    | Julien Leclercq (114)   |

### 1. Runde
Die Hauptrunde begann am 24. September in der Centaur Arena in Cheltenham. Die Auslosung der Partien folgte, nachdem die ausstehenden Partien aus der Qualifikationsrunde ausgetragen worden waren.
| Spiel | Spieler 1           | Ergebnis | Spieler 2             |
| ----- | ------------------- | -------- | --------------------- |
| 1     | (62) Aaron Hill     | 41:41    | Mark Allen (3)        |
| 2     | (40) Yuan Sijun     | 24:24    | Robbie Williams (37)  |
| 3     | (66) Ashley Carty   | 04:04    | Long Zehuang (68)     |
| 4     | (113) Bulcsú Révész | 40:40    | Stuart Bingham (25)   |
| 5     | (22) David Gilbert  | 14:14    | Ben Woollaston (54)   |
| 6     | (120) Sunny Akani   | 14:14    | Antoni Kowalski (103) |
| 7     | (7) Mark Selby      | kl.      | Lim Kok Leong (122)   |
| 8     | (21) Hossein Vafaei | 41:41    | Zhang Anda (12)       |
| 9     | (51) Tian Pengfei   | 42:42    | Luca Brecel (5)       |
| 10    | (83) Rory Thor      | 34:34    | Mark Joyce (A)        |
| 11    | (98) Allan Taylor   | 41:41    | Lü Haotian (31)       |
| 12    | (82) Hammad Miah    | 41:41    | Ben Mertens (96)      |
| 13    | (27) Neil Robertson | 14:14    | Chris Totten (102)    |
| 14    | (2) Kyren Wilson    | 14:14    | Duane Jones (101)     |
| 15    | (60) David Grace    | 04:04    | Lewis Ullah (A)       |
| 16    | (18) Ryan Day       | 42:42    | Judd Trump (4)        |

| Spiel | Spieler 1               | Ergebnis | Spieler 2             |
| ----- | ----------------------- | -------- | --------------------- |
| 17    | (123) Haris Tahir       | 14:14    | Simon Blackwell (A)   |
| 18    | (75) Ma Hailong         | 42:42    | Marco Fu (67)         |
| 19    | (53) Graeme Dott        | 14:14    | Zhou Yuelong (23)     |
| 20    | (84) Stan Moody         | 04:04    | Michael Holt (100)    |
| 21    | (106) Gong Chenzhi      | 41:41    | Xu Si (57)            |
| 22    | (14) Jak Jones          | 04:04    | Alfie Burden (77)     |
| 23    | (33) Ricky Walden       | 04:04    | Jamie Clarke (61)     |
| 24    | (43) Elliot Slessor     | 34:34    | Martin O’Donnell (52) |
| 25    | (30) Stephen Maguire    | 14:14    | Liam Graham (87)      |
| 26    | (A) Anton Kazakov       | 40:40    | Liam Davies (97)      |
| 27    | (42) Thepchaiya Un-Nooh | 04:04    | Noppon Saengkham (26) |
| 28    | (24) Chris Wakelin      | 24:24    | Wu Yize (35)          |
| 29    | (20) Si Jiahui          | 41:41    | Iulian Boiko (A)      |
| 30    | (95) Cheung Ka Wai      | 43:43    | Oliver Lines (109)    |
| 31    | (55) Mark Davis         | 24:24    | Xiao Guodong (34)     |
| 32    | (16) John Higgins       | 24:24    | Shaun Murphy (8)      |

### 2. Runde
Die 2. Runde wurde in zwei Hälften am 25. und 26. September ausgetragen.
| Spiel | Spieler 1           | Ergebnis | Spieler 2            |
| ----- | ------------------- | -------- | -------------------- |
| 1     | (40) Yuan Sijun     | 43:43    | Mark Selby (7)       |
| 2     | (14) Jak Jones      | 14:14    | Iulian Boiko (A)     |
| 3     | (12) Zhang Anda     | 43:43    | Stan Moody (84)      |
| 4     | (123) Haris Tahir   | 42:42    | Lü Haotian (31)      |
| 5     | (27) Neil Robertson | 43:43    | Rory Thor (83)       |
| 6     | (25) Stuart Bingham | 43:43    | Stephen Maguire (30) |
| 7     | (22) David Gilbert  | 34:34    | Ashley Carty (66)    |
| 8     | (43) Elliot Slessor | 34:34    | Xu Si (57)           |

| Spiel | Spieler 1          | Ergebnis | Spieler 2               |
| ----- | ------------------ | -------- | ----------------------- |
| 9     | (16) John Higgins  | 24:24    | Graeme Dott (53)        |
| 10    | (55) Mark Davis    | 42:42    | Judd Trump (4)          |
| 11    | (33) Ricky Walden  | 43:43    | Thepchaiya Un-Nooh (42) |
| 12    | (109) Oliver Lines | 34:34    | Sunny Akani (120)       |
| 13    | (67) Marco Fu      | 40:40    | Kyren Wilson (2)        |
| 14    | (96) Ben Mertens   | 41:41    | Mark Allen (3)          |
| 15    | (97) Liam Davies   | 41:41    | Luca Brecel (5)         |
| 16    | (60) David Grace   | 42:42    | Chris Wakelin (24)      |

### Achtelfinale
Die acht Partien des Achtelfinals fanden am 26. September in der Abendsession statt. Es galt noch einmal der Modus Best of 7.
| Spiel | Spieler 1       | Ergebnis | Spieler 2            |
| ----- | --------------- | -------- | -------------------- |
| 1     | (83) Rory Thor  | 40:40    | John Higgins (16)    |
| 2     | (31) Lü Haotian | 43:43    | David Gilbert (22)   |
| 3     | (84) Stan Moody | 41:41    | Oliver Lines (109)   |
| 4     | (4) Judd Trump  | 24:24    | Stephen Maguire (30) |

| Spiel | Spieler 1        | Ergebnis | Spieler 2               |
| ----- | ---------------- | -------- | ----------------------- |
| 5     | (3) Mark Allen   | 34:34    | Chris Wakelin (24)      |
| 6     | (5) Luca Brecel  | 42:42    | Jak Jones (14)          |
| 7     | (2) Kyren Wilson | 42:42    | Elliot Slessor (43)     |
| 8     | (7) Mark Selby   | 34:34    | Thepchaiya Un-Nooh (42) |

### Viertelfinale
Die Zahl der Gewinnframes erhöhte sich am Freitag von 4 auf 5 (Best of 9).
| Spiel | Spieler 1          | Ergebnis | Spieler 2          |
| ----- | ------------------ | -------- | ------------------ |
| 1     | (14) Jak Jones     | 54:54    | Oliver Lines (109) |
| 2     | (22) David Gilbert | 54:54    | Mark Selby (7)     |

| Spiel | Spieler 1           | Ergebnis | Spieler 2         |
| ----- | ------------------- | -------- | ----------------- |
| 3     | (4) Judd Trump      | 53:53    | Mark Allen (3)    |
| 4     | (43) Elliot Slessor | 51:51    | John Higgins (16) |

### Halbfinale
Wer ins Finale einzieht, entschied sich am Samstag. Wer zuerst 6 Frames in seiner Partie gewonnen hatte, erreichte das Endspiel (Best of 11).
| Spiel | Spieler 1      | Ergebnis | Spieler 2      |
| ----- | -------------- | -------- | -------------- |
| 1     | (7) Mark Selby | 36:36    | Mark Allen (3) |

| Spiel | Spieler 1         | Ergebnis | Spieler 2          |
| ----- | ----------------- | -------- | ------------------ |
| 2     | (16) John Higgins | 06:06    | Oliver Lines (109) |

### Finale
| Finale: Best of 19 Frames Schiedsrichter/in: Ben Williams The Centaur, Cheltenham, England, 29. September 2024                                                                                  |                |              |
| Mark Selby | 10:5           | John Higgins |
| Nachmittagssession: 100:12 (63), 0:84 (80), 10:61 (60), 85:1 (85), 137:0 (137), 88:43 (88), 4:106 (105), 135:0 (135) Abendsession: 31:69, 78:32, 95:34 (85), 25:86, 69:22, 91:0 (91), 93:0 (93) |                |              |
| 137 | Höchstes Break | 105          |
| 2 | Century-Breaks | 1            |
| 8 | 50+-Breaks     | 3            |

## Century-Breaks
Im Laufe des Turniers erzielten 33 Spieler insgesamt 55 Aufnahmen mit 100 oder mehr Punkten. Mark Allen spielte mit 147 Punkten das höchste, mit sieben Centurys gelangen dem Sieger Mark Selby die meisten. Eine Woche nach John Higgins spielte Judd Trump in seinem Spiel gegen Mark Allen als dritter Spieler der Snookergeschichte sein 1.000. Century-Break. Trump brauchte dazu 13 Jahre weniger als Higgins.
| Mark Allen         | 147, 130, 102, 101                |
| Mark Selby         | 137, 135, 115, 105 (2×), 101, 100 |
| Tian Pengfei       | 133                               |
| John Higgins       | 132, 105, 102                     |
| Ben Woollaston     | 132                               |
| Yuan Sijun         | 131, 129, 105                     |
| Jak Jones          | 128, 109                          |
| Elliot Slessor     | 128                               |
| Noppon Saengkham   | 127, 100                          |
| Stephen Maguire    | 127                               |
| Lü Haotian         | 122, 102, 101                     |
| Xu Si              | 120, 107                          |
| Tom Ford           | 117                               |
| Aaron Hill         | 117                               |
| Oliver Lines       | 116, 102                          |
| Thepchaiya Un-Nooh | 115                               |
| Zhang Anda         | 114                               |

| Kyren Wilson    | 114      |
| Wu Yize         | 111      |
| Sanderson Lam   | 110      |
| Xiao Guodong    | 109, 100 |
| Mark Davis      | 108      |
| David Gilbert   | 108      |
| Shaun Murphy    | 105      |
| Long Zehuang    | 104, 102 |
| Judd Trump      | 104, 101 |
| Marco Fu        | 102      |
| Jamie Jones     | 102      |
| David Grace     | 101      |
| Ma Hailong      | 101      |
| Louis Heathcote | 100      |
| Stan Moody      | 100      |
| Neil Robertson  | 100      |